# Pyramodon lindas
Pyramodon lindas is een  straalvinnige vissensoort uit de familie van parelvissen (Carapidae). De wetenschappelijke naam van de soort is voor het eerst geldig gepubliceerd in 1990 door Markle & Olney.
De soort staat op de Rode Lijst van de IUCN als niet bedreigd, beoordelingsjaar 2009.